# Martha Jones
Martha Jones är en fiktiv figur i de brittiska TV-serierna Doctor Who och Torchwood. Rollfiguren spelas av den brittiska skådespelerskan Freema Agyeman.
Martha Jones är en 24-årig läkarstudent som dyker upp för första gången i Doctor Who i episoden Smith and Jones och som så småningom kommer att bli Doktorns främsta följeslagare under säsong tre av den nya versionen av tv-serien. Martha träffar på Doktorn när hon gör sin läkarpraktik på The Royal Hope Hospital i London, där Doktorn vid tillfället har skrivit in sig som patient under namnet John Smith efter att han har märkt av mystisk statisk elektricitet kring sjukhusbyggnaden.
Martha reser med Doktorn under hela säsong tre och får bland annat träffa både Shakespeare samt elaksinnade Dalekar i 1930-talets Manhattan. I slutet av säsongen räddar hon på egen hand jorden och hela mänskligheten från den illasinnade tidsherren The Master innan hon till slut beslutar sig för att lämna Doktorn och hans TARDIS eftersom hennes alltmer kärleksfulla känslor för Doktorn mycket tydligt inte är besvarade.
Som utexaminerad läkare och anställd av UNIT (United Nations Intelligence Taskforce) dyker Martha senare upp i spinoff-serien Torchwood samt som gästskådespelare i den fjärde säsongen av Doctor Who.